# Ding (Gefäß)

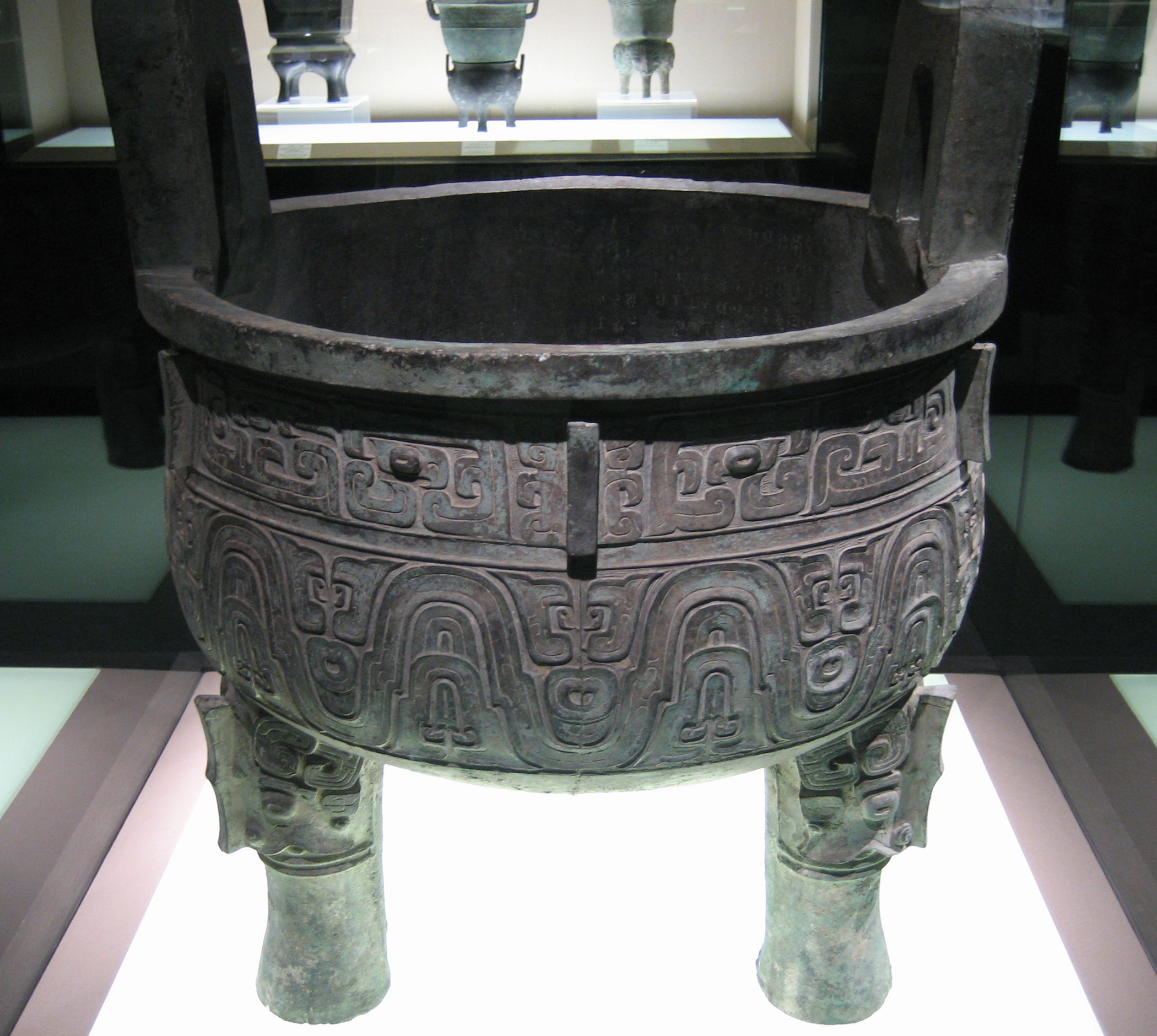
Dake Ding (大克鼎) aus der späten Westlichen Zhou-Dynastie im Shanghai Museum

Der Ding (chinesisch 鼎, Pinyin dǐng, Jyutping ding2) ist ein chinesischer Kultgegenstand, der meist aus Bronze, manchmal auch aus Keramik gefertigt ist. Das chinesische Schriftzeichen für 'Ding' ist gleichzeitig das Klassenzeichen (Radikal 206) der 214 traditionellen Radikale.
Der Ding hat die Form eines Gefäßes mit drei langen Beinen. Seltener sind rechteckige Ding mit vier Beinen, sogenannte Fangding (方鼎). Die Bedeutung und Geschichte des Gegenstandes wird heute meist so gedeutet, dass der Ding ursprünglich ein Gefäß zur Zubereitung von Fleischgerichten war. Seine Bedeutung als Kultgegenstand wäre demnach aus der Bedeutung von Fleisch in Opferriten und als gesellschaftliches Statussymbol entstanden. Die ältesten bekannten Ding datieren bis in die Shang-Dynastie zurück. Ding sind häufig mit Inschriften versehen. Die große Bedeutung, die in China dem Ding in der Kulturgeschichte eingeräumt wird, zeigt sich bspw. darin, dass die Form des Shanghai Museums, eines der bedeutendsten Museen zur chinesischen Kulturgeschichte, einem Ding nachempfunden ist.